# 馀岩
餘岩（？—385年），五胡十六国時代後燕人物，後扶餘出身。
餘岩在後燕担任建節将軍。385年七月，餘岩反叛後燕，率领四千余人从武邑北上幽州。燕王慕容垂命守幽州的平規固守勿战，结果平規规出战，为餘岩所败。餘岩入薊城，掠奪千余户而去，于是据守令支。八月，慕容垂派驃騎大将軍慕容农出蠮螉塞，经过凡城至龍城，合兵討伐餘岩。
十一月，慕容农至龍城，馬騎士兵休息十余日。諸将問为何久留不进，慕容农以餘岩的軍队是烏合之众，非有纲纪，久将离散，等收粮之后再行出战。随后率步騎三万攻打令支。餘岩軍驚恐，很多人相次逾城归降慕容农。餘岩计穷出降，慕容农将他斩杀。